# مجس ثقافي
المجسات الثقافية (أو مجسات التصميم) هي تقنية يتم استخدامها لإلهام الأفكار في عملية التصميم. وهي بمثابة وسيلة لجمع البيانات الملهمة حول حياة الناس وقيمهم وأفكارهم. والمجسات عبارة عن حزم صغيرة يمكن أن تتضمن أي نوع من النتاج الصناعي (مثل خريطة أو بطاقة بريدية أو كاميرا أو مذكرة) جنبًا إلى جنب مع المهام المثيرة للتذكر التي يتم إعطاؤها للمشاركين للسماح لهم بتسجيل أحداث أو مشاعر أو تفاعلات معينة. والهدف هو الحصول على ردود ملهمة من الناس، من أجل فهم ثقافتهم وأفكارهم وقيمهم على نحو أفضل وبالتالي تحفيز الخيال لدى المصمم.

## معلومات تاريخية
تم تطوير تقنية المجسات الثقافية من قِبل جافر ودون وباسنتي عام 1999. وقد استوحوا الفكرة من الحركة الفنية الوضعية الدولية.
وهذه التقنية لا تتبع النهج العلمي. بل تتبع النهج الفني، الذي يتميز بكونه غير عقلاني وغير منضبط وملهم ويتعذر تحليله بشكل منهجي.

## التطبيقات
يمكن استخدام المجسات الثقافية لتوليد الأفكار والإلهام والقيم والأحلام في عملية التصميم.
وهذه التقنية بصدد توسيع نطاق التصميم بدلاً من تضييقه. وتهدف المجسات الثقافية إلى البحث عن الأفكار الذاتية والقيم والأحلام وتُعتبر الدهشة وعدم اليقين قيمة أساسية.
وتقوم المجسات بإثارة الاستجابات الملهمة باستخدام نهج إبداعي في الأسئلة بدلاً من الأسئلة التحليلة والوصفية التي عادة ما يتم طرحها في أبحاث تجربة المستخدم.
ومنذ النشر الأولي عام 1999 للمجسات الثقافية في التفاعلات، بات يتم تفسير استخدام المجسات على نطاق واسع وبات يتم استخدامها في مجموعة كبيرة من المشروعات ضمن تجربة المستخدم. ترتكز بعض الحالات بشكل كبير للغاية على عمل المجسات الثقافية الأصلية، في حين، في حالات أخرى، أصبحت «المجسات» مصطلحًا شاملاً يغطي كل شيء من دراسات المفكرات اليومية إلى دراسات المستخدم إلى الرحلات الميدانية.

## النقد
من الصعب الحصول على معلومات صحيحة علميًا من البيانات الذاتية بشكل كبير. البيانات الناتجة لا تصلح للتحليل العميق وقائمة المتطلبات. من المفترض أن يفكر المشاركون في المجسات ويستلهموا منها، ولكن قد يكون من الصعب تحفيز المشاركين للقيام بها، وكذلك جعلهم يرسلون المجسات مرة أخرى. هناك مخاطر قلة العائدات.
تم توجيه النقد للمجموعة الواسعة من تطبيقات المجسات والنهج العلمي تجاهها من قِبل جافر وزملائه كرغبة يُساء فهمها لترشيد وتحليل المجسات.